# サルゴン2世
サルゴン2世（アッカド語: Šarru-kīn、英語: Sargon II、在位：前722年-前705年）は、古代メソポタミア地方の新アッシリア帝国の王である。前王シャルマネセル5世の直系ではなく、王位簒奪者の可能性が高い。旧約聖書に登場する北イスラエル王国を滅ぼしたことで有名。ウラルトゥ遠征やバビロニア遠征など、積極的に活動した。新首都「ドゥル・シャルキン」を建設したが、完成前にアナトリアで戦死した。サルゴンのアッカド語での「Šarru-kīn」であり、恐らく「真の王 」または「正統なる王」を意味する。

## 概要
サルゴン2世は自身がティグラト・ピレセル3世（在位：前745年-前727年）の息子であると主張しているが、これは不確かであり、恐らく彼はシャルマネセル5世から王位を簒奪した。サルゴン2世は、アッシリアの滅亡に至るまで1世紀近く新アッシリア帝国を統治することとなるサルゴン王朝の創始者と見られており、新アッシリア時代の最も重要な王の1人である。
サルゴン2世は恐らく2,000年近く前にアッカド帝国を建設しメソポタミアの大部分を支配した伝説的君主サルゴンから名前を取り、世界を征服することを目指した軍事遠征によって古代の同名の王の足跡を辿ることを切望した。サルゴン2世は敬虔さ、正義、活動力、治世、そして強さのイメージを自分に持たせようとした。そして数多くの軍事的業績によって偉大な征服者、戦術家として認められている。
彼の遠征の中でも最大級のものは、アッシリアの北の隣国ウラルトゥに対する前714年の遠征と、前710年から前709年のバビロンの再征服である。バビロンはシャルマネセル5世の死に際して、独立した王国を再構築することに成功していた。ウラルトゥに対する戦争において、サルゴン2世はアッシリアとウラルトゥの国境沿いの長いルートを進むことでウラルトゥの要塞線を回避し、ウラルトゥの最も神聖な都市ムサシルを占領・略奪することに成功した。バビロニアへの遠征においても、サルゴン2世はまずはティグリス川に沿って前進し、その後、北方ではなく南東からバビロニアを攻撃するという、予想外の攻撃を仕掛けた。
前713年から治世の終わりまで、サルゴン2世はアッシリア帝国の新たな首都とすべく、新都市ドゥル・シャルキン（「サルゴンの要塞」の意）の建設に着手した。バビロニアを征服した後、王太子センナケリブ（シン・アヘ・エリバ）をアッシリア本国の摂政とし、彼自身はバビロンに3年間滞在したが、前706年には、ほぼ完成したドゥル・シャルキンへと遷った。前705年、タバルにおいてサルゴン2世が戦死しその遺体が敵に奪われると、アッシリア人たちはこれを災厄の前兆と見なし、後継者センナケリブは王位に就くとただちにドゥル・シャルキンを放棄し、首都をニネヴェ市に遷した。

### 年表
| 年（紀元前） | 在位年数 | 出来事                                                  |
| ------------ | -------- | ------------------------------------------------------- |
| 722年        | 1        | サルゴン2世、就位。サマリア陥落（北イスラエルの滅亡）。 |
| 720年        | 3        | ハマトを攻め落とす。カルカルの戦い。エラムとの戦い。    |
| 717年        | 6        | カルケミシュを征服                                      |
| 716年        | 7        | マンナエを攻撃                                          |
| 714年        | 9        | ウラルトゥ遠征                                          |
| 713年        | 10       | ドゥル・シャルキンの建設開始                            |
| 711年        | 12       | アシュドドを征服                                        |
| 710-709年    | 13-14    | バビロン征服                                            |
| 707年        | 16       | アッシリア傘下のティルスが、キュプロス島の一部を征服    |
| 706年        | 17       | ドゥル・シャルキンへ遷都                                |
| 705年        | 18       | アナトリアの小国タバルとの戦争中に戦死                  |

## 出自

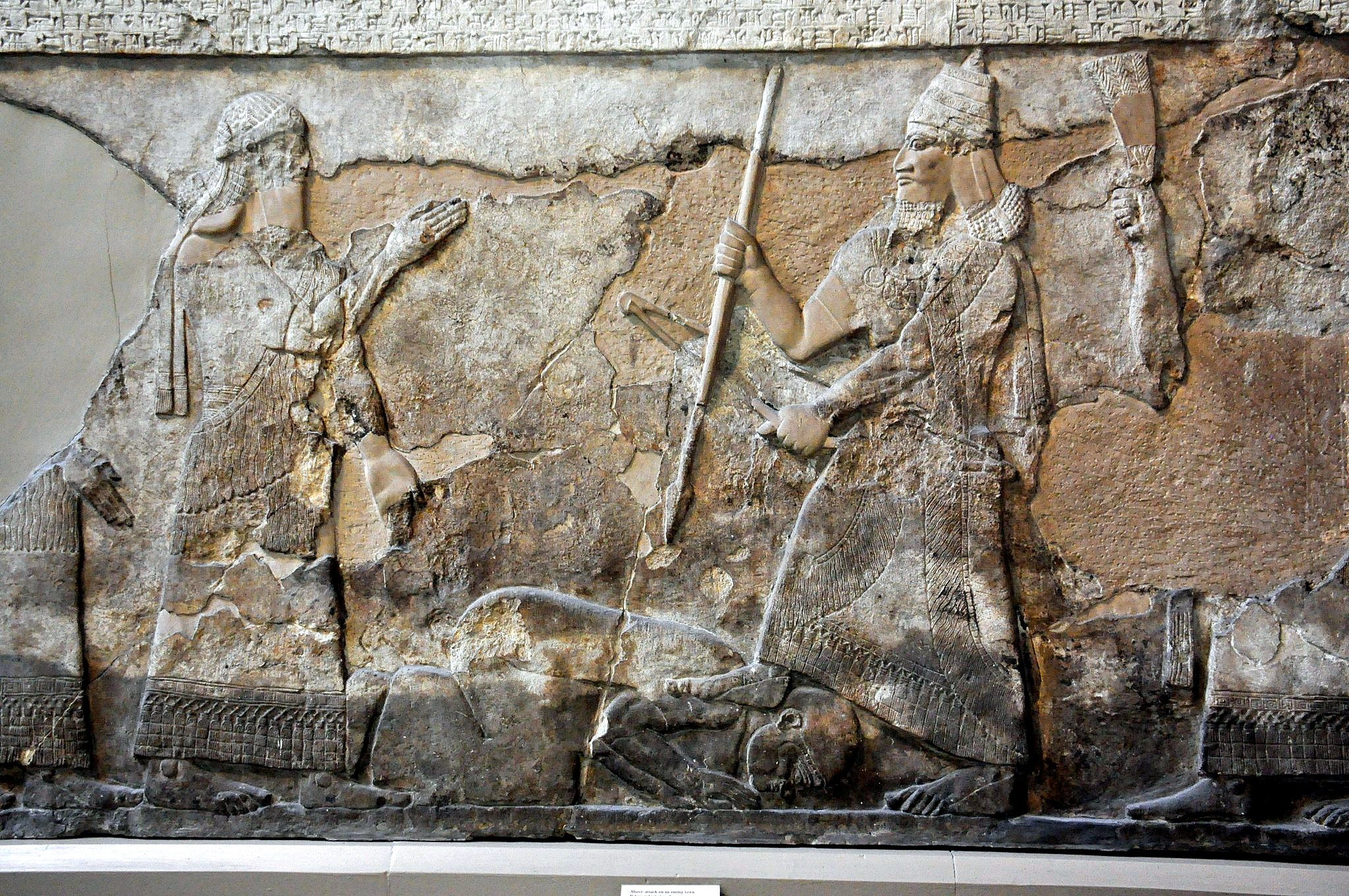
サルゴン2世の父親とされるティグラト・ピレセル3世が打ち倒した敵の上に立っている姿を描いたカルフで発見された浅浮彫。大英博物館収蔵。

サルゴン2世の治世はティグラト・ピレセル3世（在位：前745年-前727年）とシャルマネセル5世（在位：前727年-前722年）という2人の王に続いている。前18世紀からティグラト・ピレセル3世が前745年に王となるまで、アダシの王朝によるアッシリアの統治はおよそ1,000年にも及んでいた。ティグラト・ピレセル3世は自分がアダド・ニラリ3世（在位：前811年-前783年）の息子であり、従ってアダシの血統に連なる者であると主張したが、これが正確かどうかは疑わしい。ティグラト・ピレセル3世は内戦の最中に王位を奪い、当時の王族（これには当時の王、その甥のアダド・ニラリ5世を含む）のほとんどを殺害した。前王室との関係についてのティグラト・ピレセル3世の主張は王名表にのみ登場する。注目すべきことに、彼個人の碑文では家族への言及（その他のアッシリアの王碑文においては一般的である）は欠如しており、代わりにアッシリアの神アッシュルによって彼が呼び出され個人的に王に任命されたことが強調されている。
アッシリアがメソポタミアの中核地帯に拠点を置く王国から真に多国・多民族的帝国へと変貌を遂げたのは主としてサルゴン2世とその後継者たちの時代であったが、この帝国の建設と発展は、ティグラト・ピレセル3世の治世における広範な民生・軍事改革によって可能となった。さらに、ティグラト・ピレセル3世はバビロンとウラルトゥを従え、地中海の海岸地帯を征服する一連の遠征に取り掛かり、成功した。彼が成し遂げた軍事的革新には各州への課税に代えて兵士を徴発することなどがあり、アッシリア軍はこの時点で最も整備された軍隊の一つとなった。
ティグラト・ピレセル3世の息子、シャルマネセル5世は僅か5年の治世の後、ティグラト・ピレセル3世の別の息子と言われているサルゴン2世にとって代わられた。王となる前のサルゴン2世についてわかっていることは何もない。サルゴン2世は恐らく前762年頃に生まれ、アッシリアの内乱の時代に成長したのであろう。アッシュル・ダン3世（在位：前773-755年）とアッシュル・ニラリ3世（在位：前754-745年）の治世は、反乱の勃発とペストの発生という不運に見舞われていた。彼らの治世中、アッシリアの権威と権力は劇的に低下した。統治力がようやく回復したのは、ティグラト・ピレセル3世の治世になってからである。後を継いだその息子シャルマネセル5世の死からサルゴンの即位に至るまでの経緯は、完全には明らかにはなっていない。宮廷クーデターによってサルゴン2世がシャルマネセル5世を廃位・暗殺したという推測が、最も有力視されている。

### 簒奪

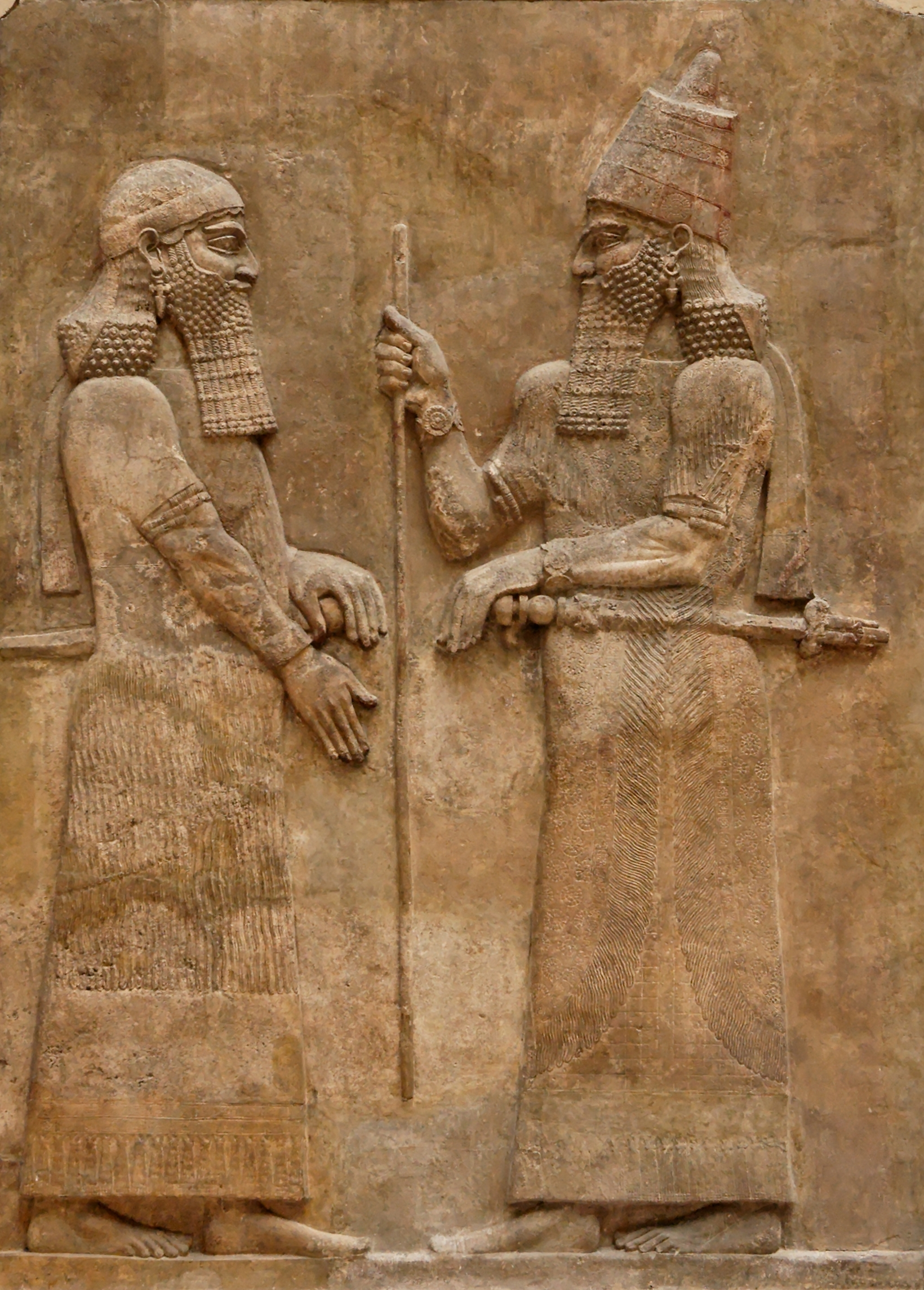
サルゴン2世（⇒）と高位の人物。ドゥル・シャルキンのサルゴン2世の宮殿から発見された浅浮彫。前716年-前713年頃。ルーブル美術館収蔵。

サルゴン2世が簒奪によってアッシリア王位に就いたのかどうかについては論争がある。サルゴン2世が簒奪者であったということは、主に彼の名前（これは「正統なる王」を意味するであろう）の背後にある意味について考えられる解釈と、サルゴン2世の多数の碑文が彼の出自にほとんど言及しないということに基づいている。アッシリアの王たちの確立された系譜の中でサルゴン2世がどのような位置にあるかということの説明が欠如しているということは、サルゴン2世だけではなく、彼の父とされるティグラト・ピレセル3世と、息子で後継者のセンナケリブの碑文のいずれにも共通する特徴である。ティグラト・ピレセル3世は簒奪によって王となったことが知られているが、センナケリブはサルゴン2世の嫡子であり正統な後継者であった。センナケリブが自身の父について沈黙していることについての複数の説が出されている。もっとも受け入れられている説は、センナケリブが迷信深く、父の身に降りかかった不運を恐れていたということである。あるいは、センナケリブはアッシリアの歴史の新しい時代を始めることを望んだか、父に対する恨みを持っていたとも考えられる。
サルゴン2世は時にティグラト・ピレセル3世に言及している。サルゴン2世は多数ある彼の碑文のうち2つにおいてのみ明確に自分がティグラト・ピレセル3世の息子であるとしており、石碑の1つで「王家の父祖」に言及している。もしサルゴン2世がティグラト・ピレセル3世の息子であるならば、彼は恐らく父・兄の治世中に重要な行政または軍事的な地位を保持していたであろう。しかし、サルゴン2世が王位に就く前に使用していた名前が不明であるため確認することができない。その治世を通じて宗教的施設への愛着を繰り返し示したことから、彼は何らかの宗教的役割を果たしていた可能性があり、それはハッラーン市の重要なsukkallu（高官）を務めていたというものであるかもしれない。彼が実際にティグラト・ピレセル3世の息子であったかどうかはともかく、サルゴン2世は前任者たちから距離を置こうとしており、今日ではアッシリアの最後の王朝（サルゴン王朝）の創設者であると見なされている。遅くとも前670年代には言及されているとおり、サルゴン2世の孫エサルハドン（アッシュル・アハ・イディナ）の治世中、「かつての王族の子孫」が王位を奪いとろうという試みがあった。これは、サルゴン王朝が必ずしも以前のアッシリアの君主たちと良く結びついていなかったことを示唆している
サルゴン2世の血脈とは関係なく、シャルマネセル5世からサルゴン2世への継承はぎこちないものだったであろう。サルゴン2世の碑文の中で、シャルマネセル5世に言及するものは次の1つしかない。
世界の王を恐れざる者シャルマネセル、彼の手はこの都市[アッシュル]に冒涜をもたらし、彼の臣民に労働者の如く、強制労働と重い賦役を課した。神々のイッリル（Illil）は彼の心中の怒りにおいて彼の統治を覆し、余、サルゴンをアッシリアの王に任命した。彼は我が頭を上げ、王笏、王位、ティアラを余に取らせた。
この碑文はシャルマネセル5世の破滅についてよりもサルゴン2世の即位についてより詳しく説明している。他の碑文によって証明されているように、サルゴン2世はシャルマネセル5世によって課されたとしている不正を見てはいない。サルゴン2世の別の碑文群は、アッシュル市やハッラーン市のような重要な都市の免税は「古の時代に」取り消されており、ここで述べられた強制労働はシャルマネセル5世ではなくティグラト・ピレセル3世の時代に実施されたと述べている。

### 名前

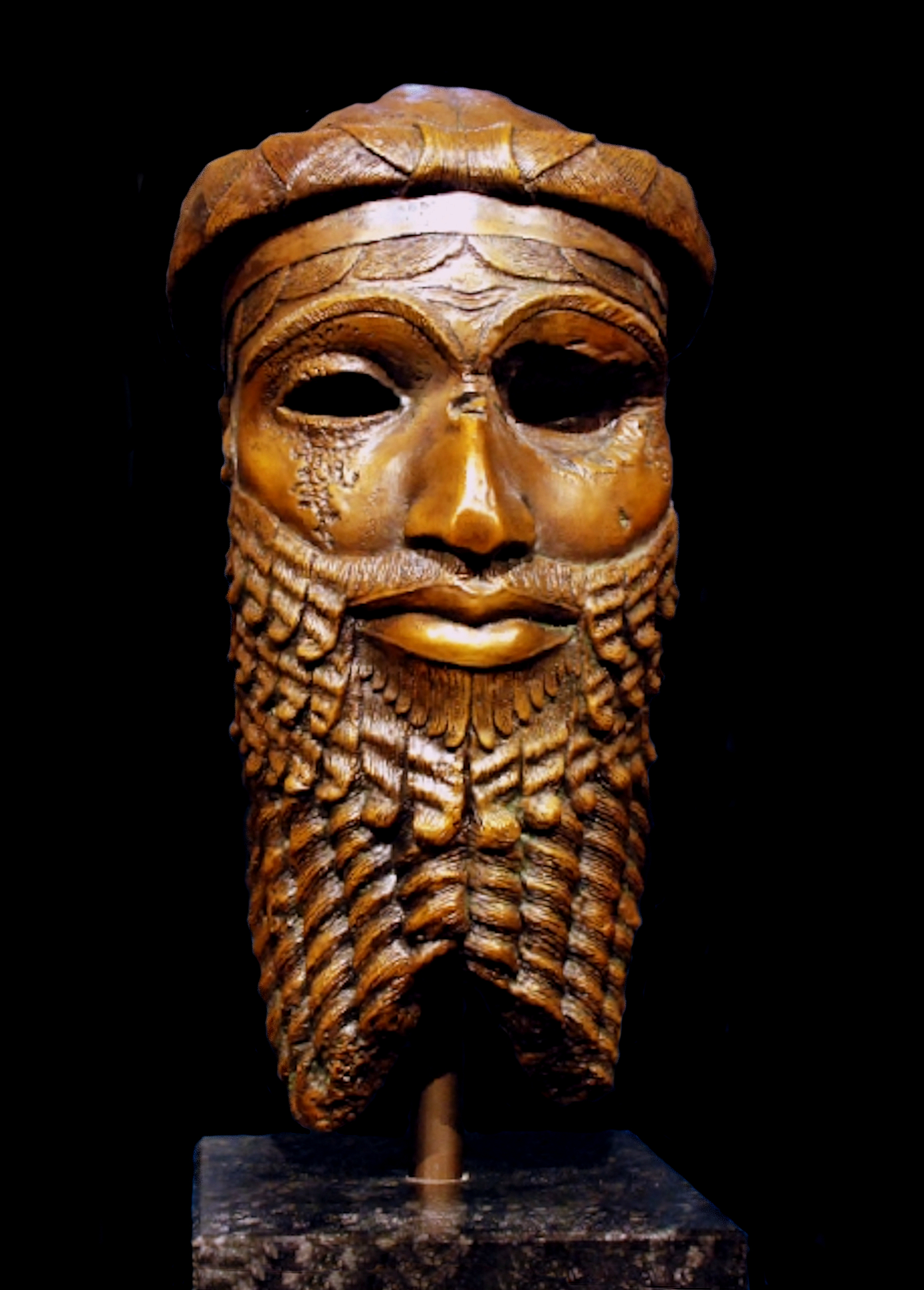
アッカド帝国の王の青銅製頭像。サルゴン王かその曾孫ナラム・シンを表したものであろう。サルゴン2世は恐らくアッカドのサルゴン王から自分の名前とり、この古代の王の事績を自身の範としたと考えられている。イラク国立博物館収蔵。

かつての古代メソポタミアの王にサルゴンという名前を使用している王は二人いた。前19世紀のマイナーなアッシリア王サルゴン1世と、前24世紀から前23世紀に統治した遥かに有名なアッカド帝国の初代王サルゴンである。サルゴン2世がメソポタミアで最も偉大な征服者の一人と名前を共有していることは偶然ではない。古代メソポタミアでは名前は重要かつ意図をもって決められるものであった。サルゴン2世自身は主として彼の名前と正義を結び付けていたと思われる。このことは、次に示すようないくつかの碑文で説明されている。これらの碑文は、彼が定めた新たな首都ドゥル・シャルキンの土地の所有者への支払いに関するものである。
大いなる神々が余に賜ったこの名前に合わせて－正義と権利を護持し、強き者が弱き者を虐げることの無きよう取り計らい－その都市（ホルサバード）の土地の価格を余がその所有者たちに返済した...。
この名前は一般にシャル・キン（Šarru-kīn、Šarru-kēn）と書かれ、他にシャル・ウキン（Šarru-ukīn,）とも綴られる。後者のバージョンは重要性の低い王碑文と手紙でのみ確認されている。サルゴン2世の自己認識におけるこの名前の直接的な意味は一般的に公正と正義に「忠実なる王（the faithful king）」であると解釈されている。もう一つの解釈はŠarru-kīnはŠarru-ukīnの発音をŠarrukīnへと縮めた音声的再現物であるというものである。これはこの王名が「秩序を獲得/確立した王」と解釈すべきものであることを意味する。この場合、秩序を確立したというのは、恐らくは前王の治世、あるいはサルゴン2世による簒奪によって発生した無秩序を収めたということである。サルゴン（Sargon）という伝統的に使用されている現代の語形は『聖書』における彼の名前の綴りsrgwnから来ている。
サルゴン2世の名前は恐らく誕生時の名前ではなく、王座に就いた際に彼が採用した即位名である。彼の名前は過去の王に倣ったものであるが、かつてのアッシリア王であるサルゴン1世から取ったというよりも、有名なアッカドの王サルゴンから取った可能性の方が遥かに高い。後期アッシリアのテキストでは、サルゴン2世とアッカド王サルゴンは同じ綴りで書かれ、サルゴン2世はしばしば「第二のサルゴン」（Šarru-kīn arkû）と呼ばれていた。サルゴン2世は古代の王サルゴンを模倣しようとしたのであろう。新アッシリア帝国の時代には古代のサルゴンが征服した正確な領域は忘れ去られていたが、この伝説的な支配者は依然として「世界征服者」として記憶されており、模範として魅力的な人物であった。
可能性のある別の解釈は、この名前が「正統なる王」を意味し、従って簒奪の後に王の正統性を強化するために選択された名前だったというものである。アッカドのサルゴンもまた簒奪を通じて王となり、キシュの王ウル・ザババから権力を奪って自らの治世を始めた。

## 治世

### 治世初期と反乱

サルゴン2世時代の新アッシリア帝国とサルゴン2世及びその前任者ティグラト・ピレセル3世とシャルマネセル5世時代のユダヤ人追放の地図。

サルゴン2世は王となった時、既に中年と言える年齢であり、恐らく40代であった。そしてカルフ（ニネヴェ）にあるアッシュル・ナツィルパル2世（在位：前883年-前859年）の宮殿に住んだ。サルゴン2世の前任者シャルマネセル5世は、父ティグラト・ピレセル3世の拡張主義的政策を継続しようとしたが、彼の軍事的努力は迅速さと効率性において、父に及ばなかった。特に、長期間にわたる彼のサマリア（現：イスラエル領）包囲は3年間におよび、彼が死亡した時点でもまだ続いていた。サルゴン2世は王位に就いた後、すぐにこの地の税と労役を廃止し（後に碑文において彼はこの税と労役を批判した）、シャルマネセル5世の遠征を手早く解決することを目論んだ。サマリアは速やかに征服され、これによってイスラエル王国は滅亡した。サルゴン2世自身の碑文によれば、27,290人のユダヤ人がイスラエルから追放され、アッシリア帝国全域に再定住させられた。これは打ち破った敵国の人々を強制移住させるアッシリアの処分方法に沿ったものであり、この強制移住は有名なイスラエルの１０部族の喪失を引き起こした。
サルゴン2世の統治が始まった当初、アッシリアの中核地帯と帝国の周辺地域での抵抗に直面した。これは、恐らく彼が簒奪者であったためである。その治世初期に多発した反乱の中には、ダマスカス、ハマト、アルパドのような、かつて独立していたレヴァント諸王国によるものがあった。ハマトはYau-bi'diという人物に率いられ、レヴァント人の反乱を主導する勢力となった。しかし前720年にサルゴン2世はハマトを打倒することに成功した。その後、サルゴン2世はハマトを破壊し、さらに同年のカルカルにおける戦いでダマスカスとアルパドも撃破した。秩序を回復するとサルゴン2世はカルフに戻り、6,000～6,300人の「アッシリア人の罪人」または「恩義を知らぬ市民」（アッシリア帝国の中核地帯で反乱を起こしたか、サルゴン2世の即位を支持しなかった人々）をシリアに強制移住させ、ハマトや内乱によって破壊され損傷を受けた都市を再建させた。
アッシリアの政情不安は、かつてメソポタミア南部の独立した王国であったバビロニアの反乱をも引き起こした。バビロニアの有力な部族ビート・ヤキン（Bit-Yakin）の首長メロダク・バルアダン2世（マルドゥク・アプラ・イディナ2世）がバビロンの支配を奪い、バビロニアにおけるアッシリア支配の終了を告げた。サルゴンはメロダク・バルアダン2世を倒すため、ただちに軍隊を派遣した。サルゴン2世に対抗するため、メロダク・バルアダン2世はアッシリアと敵対していたエラムと速やかに同盟を結び、大軍を編成した。前720年、アッシリア軍とエラム軍はデール市近郊の平野で会戦した（バビロニア軍は戦場への到着が遅れ、この戦闘には参加していない）。余談であるが、2世紀後、同じ戦場でハカーマニシュ朝（アケメネス朝ペルシア）の軍隊が最後のバビロニア王ナボニドゥスを破ることになる。この戦いにサルゴン2世の軍隊は敗れ、メロダク・バルアダン2世は南部メソポタミアの支配権を確保した。

### カルケミシュの征服とウラルトゥへの対処

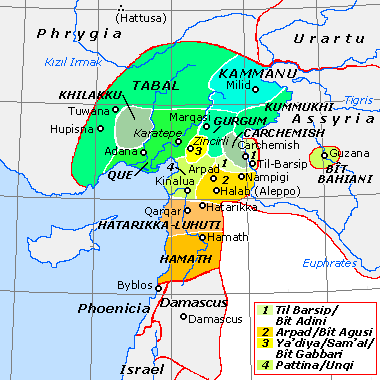
北部レヴァントのシロ・ヒッタイト諸国の旧境界（前800年頃）。サルゴン2世の最初期の戦争はレヴァントで行われた。戦闘の大半は、かつて独立していた諸王国の首都に対するものであった。

前717年、サルゴン2世は小さいが富裕なカルケミシュ王国を征服した。カルケミシュはアッシリア、アナトリア、そして地中海の間の交点に位置するとともにユーフラテス川の重要な渡河点を管理し、数世紀にわたり国際交易から利益を得ていた。この小国は、紀元前二千年紀に栄えたヒッタイトの旧領土内にあるアナトリアとシリアの諸王国に対し、ヒッタイトの後継者として半ば覇権的な役割を果たしており、その威光をさらに高めていた。
かつてのアッシリアの同盟国であったカルケミシュを攻撃するため、カルケミシュの王ピシリ（Pisiri）がサルゴンを裏切って敵に売り渡したという口実で、サルゴンは王国と結んでいた条約を破った。小国がアッシリアに対抗する手段は乏しく、カルケミシュはサルゴン2世によって征服された。この征服によってサルゴン2世はカルケミシュの巨大な国庫を接収することができた。これには330キログラムの精錬された金、大量の銅、象牙、鉄、そして60トン以上の銀が含まれる。カルケミシュの国庫から膨大な銀を確保したことで、アッシリア経済は銅本位から銀本位へと変化を遂げた。これによってサルゴン2世はアッシリア軍の大規模な拡大で膨れ上がるコストを埋め合わせることができた。
前716年の遠征では、現在のイランにあったマンナエを攻撃し、その神殿を略奪した。そして前715年、サルゴン2世の軍隊はメディアと呼ばれる地域で村落や都市を征服し、財宝と捕虜をカルフへと送った。これらの北方への2度の遠征の最中、頻繁にアッシリアと敵対していた北のウラルトゥ王国が恒久的な問題であることが明らかとなった。ウラルトゥはティグラト・ピレセル3世によって制圧されていたが、完全に征服されたわけではなく、シャルマネセル5世の治世には再び王を戴いて繰り返しアッシリア領の国境を侵すようになった。
この国境侵犯はサルゴン2世の治世まで続いた。前719年と前717年、ウラルトゥはアッシリアの北部国境で小規模な侵攻を行い、サルゴンはこれを防ぐために軍を派遣しなければならなくなった。本格的な攻撃は前715年に実施され、その間にウラルトゥはアッシリアの国境にある22の都市を占領することに成功した。これらの都市は速やかに奪回され、サルゴン2世はウラルトゥの南部地域を破壊して報復したが、その後もウラルトゥからの侵攻が続き、その度に重要な時間と資源を浪費させられることは明らかだった。勝利のためには、サルゴン2世はウラルトゥを一度完全に打ち破る必要があったが、タウルス山脈山麓に存在するウラルトゥを攻略することは、それまでのアッシリア王たちには戦略的に不可能であった。アッシリアの侵攻を受けた時、ウラルトゥ人は通常、単純に山岳地帯に後退し再編成して戻ったからである。ウラルトゥはサルゴン2世の敵だったが、彼自身の碑文ではウラルトゥに対して敬意を示し、その素早い通信網、ウマ、運河網を称賛している。

### ウラルトゥ遠征

前715年-前713年のウラルトゥの地図。キンメリア人の前715年の侵攻、およびサルゴン2世の前714年の遠征ルートを描いている。

前715年、ウラルトゥは多数の敵によって極めて弱体化していた。まず、ウラルトゥ王ルサ1世のキンメリア人（コーカサス中心部のインド・ヨーロッパ語を使用する遊牧民）に対する遠征では敗れ、最高司令官が捕虜となり、王は戦場から逃亡するという惨憺たる結果に終わった。キンメリア人はこの勝利に加えてウラルトゥを攻撃し、王国の奥深く、南東のオルーミーイェ湖（ウルミヤ湖）まで侵入した。同年、オルーミーイェ湖の周囲に居住しウラルトゥに臣属していたマンナエ人がウラルトゥから離反し反乱を起こしたため、それを鎮圧する必要もあった（前716年のアッシリアによる彼らへの攻撃を切っ掛けとする）。
サルゴン2世は恐らく、ルサ1世がキンメリア人に敗北したという報せを受けてウラルトゥが弱体化したことを感じ取った。ルサ1世はサルゴン2世がウラルトゥに侵攻しようとしているであろうことに気付いており、恐らくマンナエ人に対する勝利の後、軍の大半をオルーミーイェ湖付近に残していた。これは、この湖がアッシリアの国境に近かったためである。ウラルトゥは以前にアッシリアの脅威を受けていたため、南の国境は無防備な状態ではなかった。アッシリアからウラルトゥの中核地帯への最短ルートはタウルス山脈のKel-i-šinの道を通るものであった。全ウラルトゥで最も重要な土地の1つである聖地ムサシルはこのルートのすぐに西に位置しており広範囲の防衛体制が必要であった。この防衛体制は要塞線からなっており、サルゴン2世に対する攻撃の準備中、ルサ1世はゲルデソラフ（Gerdesorah）と呼ばれる新たな要塞の建設を命じた。ゲルデソラフは小さかったが、95×81メートルの大きさを持ち、戦略上重要な周囲の地形から55メートル高い丘に配置され、2.5メートルの厚さを持つ分厚い城壁と防御用の塔が供えられていた。ゲルデソラフの弱点の1つは、未だ建設作業が完了しておらず、前714年の7月半ば頃に建設が始まったばかりであったことである。

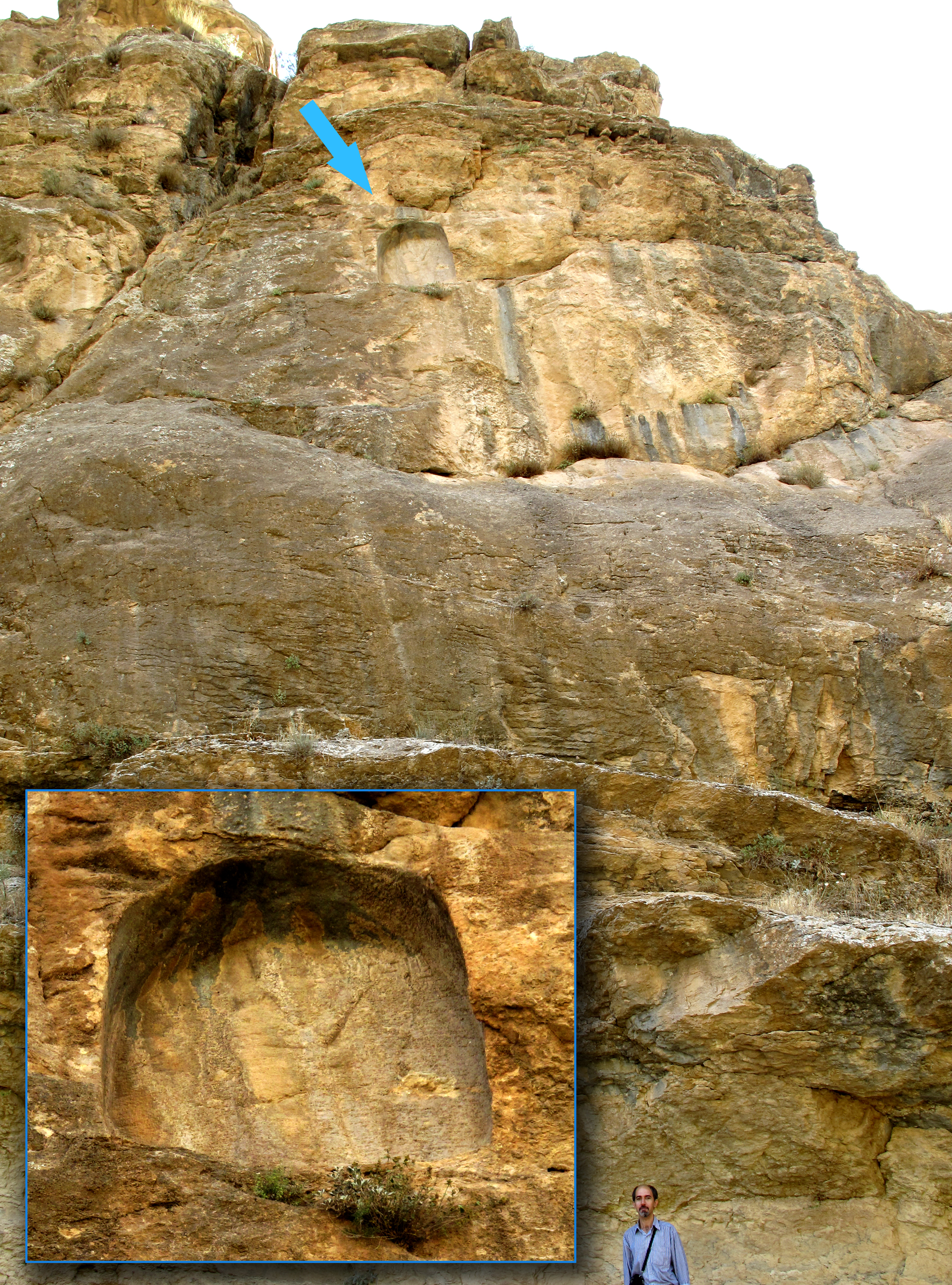
Tang-i Varの峠にあるサルゴン2世の碑文。I現在のイラン、ハウラーマーンのタンギヴァール村にある。

サルゴン2世は前714年にウラルトゥを攻撃するためカルフを出立した。190キロメートル離れたKel-i-šinの峠に到達するには少なくとも10日必要であった。この峠はウラルトゥに入るための最も早い道であったが、サルゴン2世はこの道を選ばず軍を大ザブ川と小ザブ川を3日にわたって進み大山のクラー山（Kullar、位置は不明）で停止した後、ケルマーンシャーを経由して遠回りのルートでウラルトゥを攻撃することを決定した。この理由は恐らく、ウラルトゥの要塞線を恐れたのではなく、ウラルトゥがアッシリア軍はKel-i-šin峠を通って攻撃してくると見込んでいたことをサルゴンが知っていたためである。さらに、アッシリア軍は主として低地地帯で戦って来ており、山岳戦の経験はなかった。サルゴン2世はこの山の峠からの侵入を避けることで、ウラルトゥ側の経験が豊富な地形での戦闘を回避した。
サルゴン2世の決断はコストを要するものであった。遠回りのルートは軍全体が複数の山を越えなければならず、長大な距離と合わさって最短距離を行くよりも遠征を長期のものとした。この山道が雪で閉ざされない10月前までに作戦を完了する必要があったが、時間が足りなかったため、サルゴン2世はウラルトゥ及びその首都トゥシュパを完全に征服する計画を放棄することを余儀なくされた。
サルゴン2世はオルーミーイェ湖そばのギルザヌ（Gilzanu）の地に到着すると、軍営を置き次の行動を検討し始めた。サルゴン2世がゲルデソラフを迂回したということはウラルトゥ側にとっては元々あった防衛計画を放棄し、オルーミーイェ湖の西と南に新たな要塞を速やかに再編成し建設しなければならないことを意味した。この時点でアッシリア軍は困難で不慣れな地形を通って行軍して来ており、最近征服したばかりのメディアから補給と水を供給されてはいたが、疲労困憊していた。サルゴン2世自身の記録には「兵士たちの士気は衰え反抗的となり、余は彼らの疲労を癒すことはできず、彼らの喉の渇きを潤す水はなかった」とある。ルサ1世が軍を引き連れて防衛のために到着すると、サルゴン2世の兵士たちは戦うことを拒否した。サルゴン2世は降伏も退却もしないことを決定し、自分の身辺警護の兵士たちを呼び、彼らにルサ1世の軍のうち最も近い位置にいる部隊へのほとんど自殺的というべき攻撃を行わせた。この攻撃を受けたウラルトゥ軍の部隊は逃走し、アッシリア軍はサルゴン2世の個人的指導力に感銘を受け、突進し王の後を追って戦った。ウラルトゥ軍は撃破され退却し、アッシリア軍は彼らを西向きにオルーミーイェ湖を遥かに超えて追撃した。ルサ1世は、首都を防衛せずに山岳地帯に逃走した。
既に敵に勝利したことと、これ以上ルサ1世を追って山中に入ったりウラルトゥの奥地へ進軍した場合には自軍の兵士が反乱しかねないことを恐れ、サルゴン2世はアッシリアに撤退することを決断した。この帰途においてアッシリア軍はゲルデソラフを破壊し（この時点では恐らくゲルデソラフには基幹要員のみが残されていた）、さらにムサシル市を占領し略奪した。この聖なる都市の略奪を行った公的な理由は、その支配者ウルザナ（Urzana）がアッシリア軍を裏切ったことであったが、真の理由は恐らく経済的なものであった。ムサシルの大神殿、ハルディ神殿（ウラルトゥの戦争の神）は前3千年紀から崇拝を集めており、何世紀にもわたって奉納や寄付を受けていた。サルゴン2世はこの神殿の略奪とムサシルの宮殿の略奪の結果、その他の財宝の中からおよそ10トンの銀と1トン以上の金を確保した。サルゴン2世の碑文によれば、ウラルトゥ王ルサ1世はこのムサシルにおける略奪の報を受けると自殺した。

### ドゥル・シャルキン建設

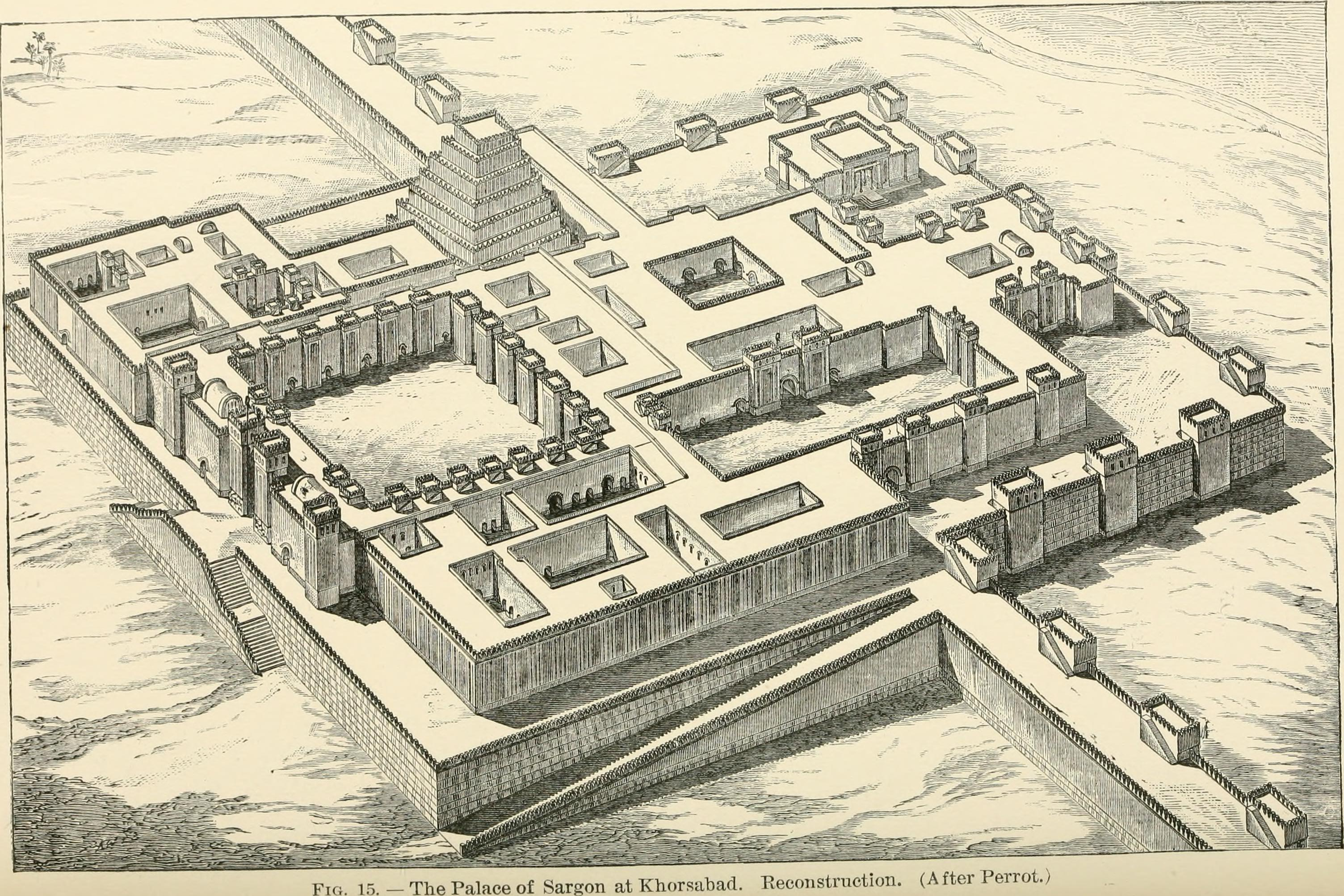
19世紀のフランスの建築家・歴史家であるシャルル・シピエによるドゥル・シャルキンのサルゴン2世宮殿の復元。

前713年の段階で、サルゴン2世は遠征の成功によって財政を強化しており、新たな首都とすることを意図してドゥル・シャルキン（アッカド語：Dur-Šarru-kīn、「サルゴンの要塞」の意）の建設に取り掛かった。他のアッシリア王たちによる遷都の試み（例えばアッシュル・ナツィルパル2世のカルフの改修や、サルゴン2世死後のセンナケリブによるニネヴェへの遷都など）とは異なり、ドゥル・シャルキンは既存の都市を拡張するのではなく、全くの新都市を建設する試みであった。サルゴンが決めたドゥル・シャルキンの建設位置はカルフにきわめて近く、アッシリア帝国の中心地としてふさわしい（とサルゴンが考えた）場所であった。

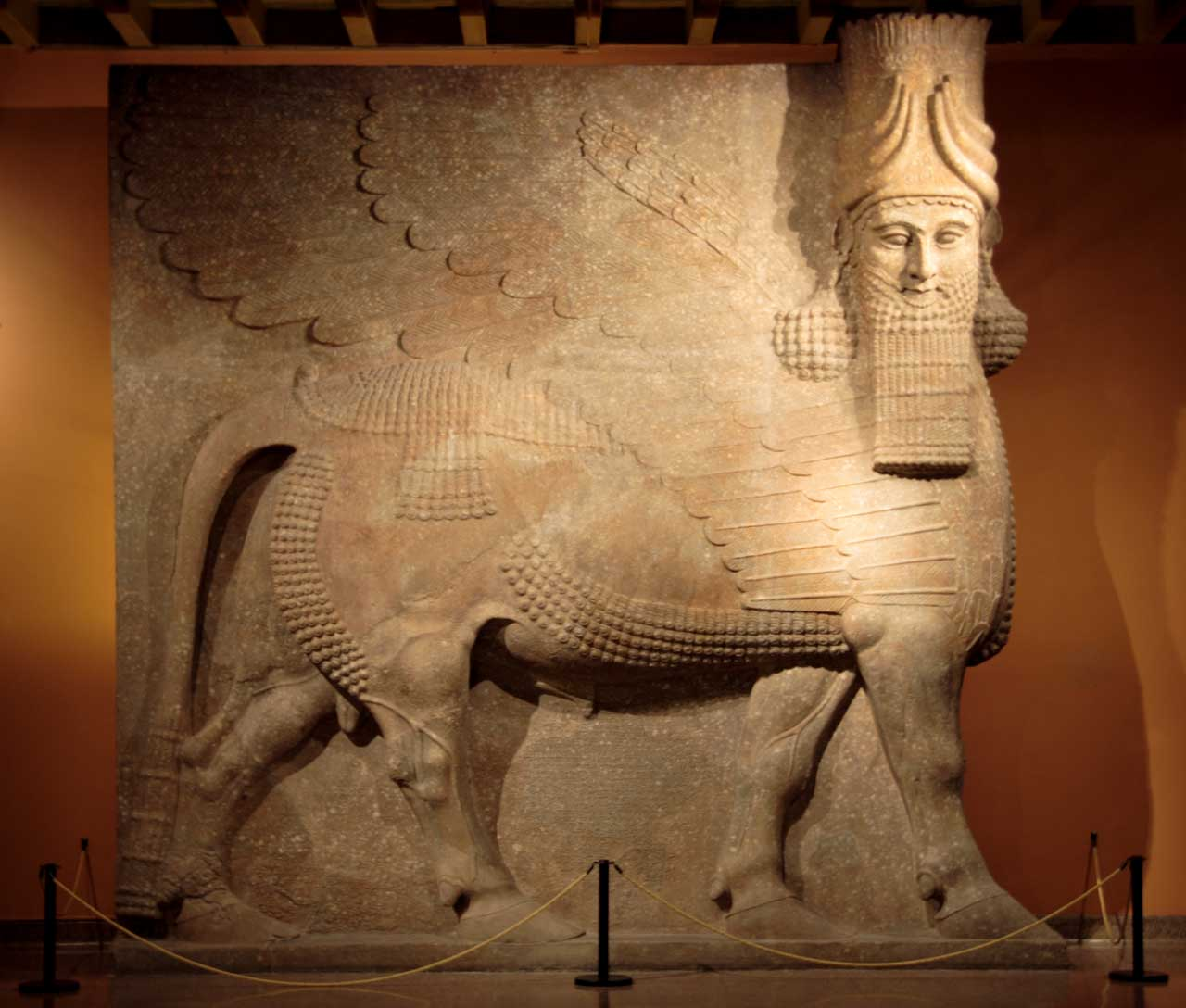
ドゥル・シャルキンのサルゴン2世宮殿から発見されたラマス（人頭有翼雄牛像）。シカゴ大学東洋学研究所博物館収蔵。

この計画は壮大な事業であり、サルゴン2世はこの新都市の建設を、自身の最大の業績とすることを意図していた。ドゥル・シャルキンが建設された土地は、それまではすぐそばにあるマガヌッバ（Maganubba）村の村民が所有していた土地であった。ドゥル・シャルキンに設立され発見された碑文では、サルゴン2世は意気揚々とこの土地が最適であると認めると主張しており、マガヌッバの村民に適切な市場価格を支払って土地を取得したことを強調している。ほぼ3平方キロメートルの計画区域を持つこの都市はアッシリア最大の都市になる予定であり、サルゴン2世は都市の人口を維持するために必要になるであろう膨大な農業用水を確保するため、灌漑プロジェクトを開始した。サルゴン2世はこの建設計画に深く関与しており、カルフの宮廷においてエジプト（クシュ）の使節を饗応している際も、常にそれを監督していた。カルフの総督に宛てた一通の書簡において、サルゴン2世は次のように書いている。
カルフ総督に対する王の言葉。700俵の藁と700束の葦（それぞれロバが運ぶことができるより多くの束）はキスレヴ（Kislev）の月の初めまでにドゥル・シャルキンに到着しなければならない。一日でも遅れたならば其方は死ぬであろう。
ドゥル・シャルキンの計画図はカルフからインスピレーションを得ていたが、この二つの都市計画は同一ではなかった。カルフはアッシュル・ナツィルパル2世によって大規模な再開発が行われたが、それでもなお幾らかは自然に成長した居住地であった。全く対照的に、ドゥル・シャルキンにおいては、建設地周辺の景観は考慮されていない。二つの巨大な基壇（1つは王宮の武器庫の建物、もう一つは宮殿と神殿の建物）、要塞化された市壁、7つの記念碑的な門、これら都市にある全てのものが完全にゼロから建設されている。これらの市門は既存の帝国内の道路網を考慮することなく一定の間隔で置かれていた。ドゥル・シャルキンのサルゴン2世宮殿は、それまでのアッシリア王が建てた宮殿の中で最大かつ最も装飾豊かな宮殿であった。浮彫が宮殿の壁面を飾り、サルゴン2世の征服の場面、特にウラルトゥ遠征とムサシルの略奪が詳細に描かれていた。
サルゴン2世の後期の遠征は成功裡に終わった。サルゴン2世は前711年に現在のイスラエルにあったアシュドドの征服に成功し、またシロ・ヒッタイトの王国グルグム（前711年）とクンムッフ（前708年）をアッシリア帝国に組み込んだ。サルゴン2世の前713年の中央アナトリア遠征はタバルの小王国の征服を目指して行われ、ここにアッシリアの属州を置くことに成功した。だがこの属州は流血の反乱の後、前711年に失われた。これはそれまでのアッシリアの歴史においてかつて無かったことである。

### バビロンの再征服

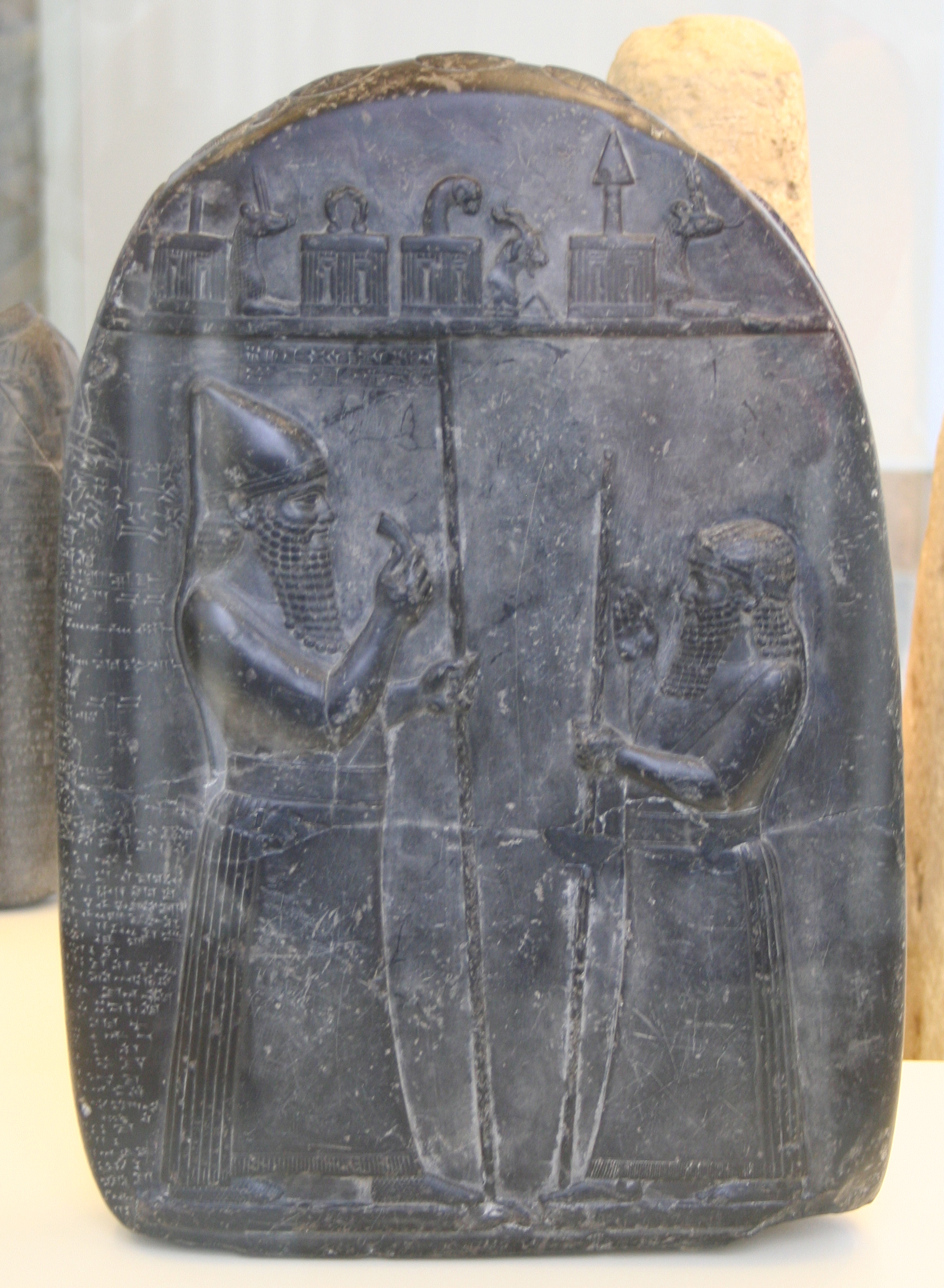
バビロンの王かつサルゴン2世の敵であったメロダク・バルアダン2世を描いた作品。臣下として（法的に合意した）封爵を授与されている。ベルリン中東博物館収蔵。

サルゴン2世の最大の勝利は、前710年-前709年にライバルであったバビロンの王メロダク・バルアダン2世を打ち破ったことである。南部（＝バビロニア）におけるアッシリアの支配を回復しようとした最初の試みが失敗して以来、バビロニアはサルゴン2世に反目し続けていた。サルゴン2世は状況打開のためには過去に用いた単純な解決法とは異なる戦略を用いなければならないことを理解していた。前710年にサルゴンが南へ向けて進発した時、アッシリア帝国の行政とドゥル・シャルキンの建設事業の監督は彼の息子で王太子のセンナケリブ（シン・アヘ・エリバ）の手に委ねられた。サルゴンはすぐにバビロンへは向かわず、代わりにティグリス川の東岸に沿って、アッシリア人がスラップ（Surappu）と言う名前で呼んだ川のそばにあったドゥル・アタラ市まで進んだ。ドゥル・アタラはメロダク・バルアダン2世によって要塞化されていたが、サルゴン2世の軍隊は速やかにこれを占領し、新たな属州ガンブル（Gambulu）の設置と共にドゥル・ナブー（Dur-Nabu）と改称された。これはこの都市周辺の土地を領土とすると宣言するものであった。サルゴンはドゥル・ナブーでいくらか時を費やし、住民を服属させるため軍隊を東方と南方へ送った。ウクヌ（Uknu）と呼ばれる川の周辺の地で、サルゴン2世の軍隊はアラム人とエラム人の戦士たちを破った。これは、彼らがメロダク・バルアダン2世と結ぶのを防ぐための処置であった。その後、サルゴン2世はバビロンへの攻撃に取り掛かり、南東方向からバビロンに向けて軍を進めた。サルゴンがティグリス川とユーフラテス川の支流の一つを渡ってバビロンに近いドゥル・ラディンニ市に到着すると、メロダク・バルアダン2世は恐怖に駆られた。これは恐らくバビロンの神官たちと市民からの真の意味での支持を受けていなかったか、彼が軍の大部分をドゥル・アタラでの敗北で失っていたためであろう。メロダク・バルアダン2世はアッシリア軍との戦闘を望まなかったため、側近たちに持てるだけの財宝と王宮の調度品と共に夜に紛れて（玉座と共に）バビロンを去った。メロダク・バルアダン2世はこれらの財宝をエラムの庇護を得るために使用し、入国許可を得るためにエラム王シュトゥルク・ナフンテ2世に献上した。シュトゥルク・ナフンテ2世は財宝を受け取ったが、アッシリアの報復を恐れメロダク・バルアダン2世の入国は許可しなかった。
やむなくメロダク・バルアダン2世はイクビ・ベール市に居を構えたが、サルゴン2世はすぐに彼を追撃し、戦闘の必要もなくこの町を降伏させた。メロダク・バルアダン2世はさらに逃亡し、ペルシア湾の海岸に程近い故郷の都市ドゥル・ヤキンへと逃れた。この都市は要塞化されて巨大な堀が市壁を囲んで掘られており、周辺地帯はユーフラテス川から掘られた運河によって浸水していた。水浸しの地形を利用してメロダク・バルアダン2世は市壁の外側の地点に軍営を設置したが、サルゴン2世の軍隊は湿地帯で行軍を妨げられることはなく、メロダク・バルアダン2世はすぐに打ち破られた。アッシリア軍が戦利品を戦死者から集め始めるとメロダク・バルアダン2世は都市内に逃げ込んだ。この戦闘の後、サルゴン2世はドゥル・ヤキンを包囲したが、占領には至らなかった。包囲が長引くと交渉が始まり、前709年、サルゴン2世がメロダク・バルアダン2世の命を保障するのと引き換えに、街を明け渡して外側の城壁を取り壊すことが合意された。

### 治世末期

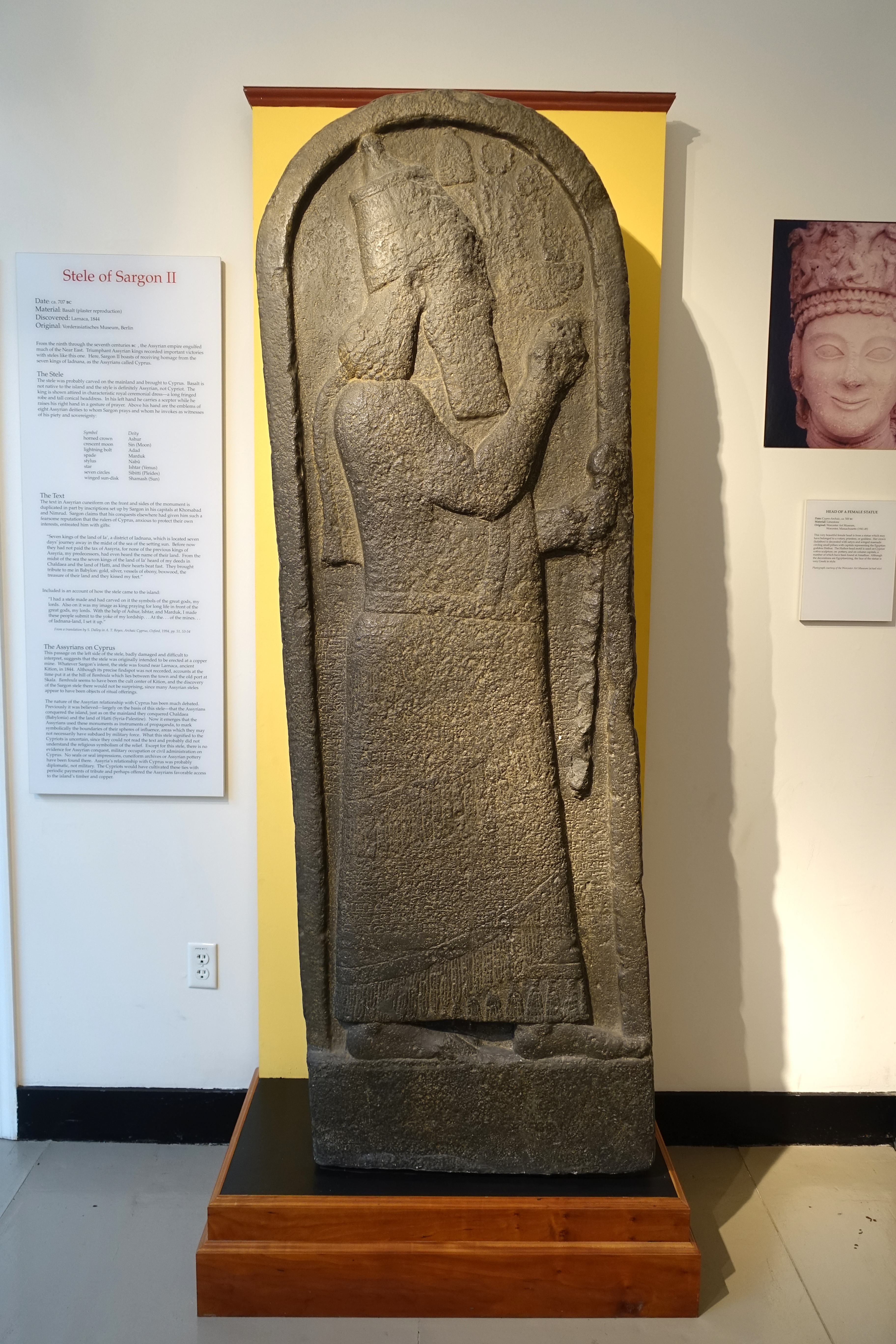
サルゴンの石碑の像。前707年にキュプロスのキティオンでサルゴン2世を称えて建立された。ハーバード・セム博物館収蔵（オリジナルはベルリン中東博物館収蔵）

バビロニアの再征服の後、サルゴン2世はバビロンの市民からバビロン王に推戴され、続く3年間、バビロンのメロダク・バルアダン2世の宮殿に滞在し、バーレーンやキュプロスのようなアッシリア帝国の中心部から遠く隔たった国々の支配者から拝礼と貢納を受けた。前707年、いくつかのキュプロスの王国がアッシリアの支援を受けたアッシリアの属国ティロスによって打ち破られた。この遠征はキュプロス島にアッシリアの支配を確立することには繋がらなかったが、同盟国を助けるためアッシリアは歴史上初めてキュプロスの詳細な知識を獲得した。アッシリア人はキュプロスをアドナナ（Adonana）と呼んだ。遠征が終了した後、キュプロス人は恐らくアッシリアの宮廷から派遣された石工の助けを得て、サルゴンの石碑を作った。この石碑はこの島に対する恒久的な支配を主張する目的ではなく、アッシリア王の勢力圏の境界を示すイデオロギー的な目印として機能することを意図したものである。この石碑はキュプロスが「既知の世界（アッシリア人は今やこの島について十分な知識を得たため）」に組み込まれたことを示すものであり、サルゴン2世の姿と言葉が刻まれていたことで、サルゴン2世の代理として、彼の存在を示すものとなった。アッシリア人がキュプロス島を自ら征服したいと望んだとしても、実施不可能であったであろう。アッシリアには海軍が完全に欠如していた。
サルゴン2世はバビロンの新年祭に参加するとともに、ボルシッパからバビロンへ新しい運河を掘削し、ハマラナ人（Hamaranaeans）と呼ばれる人々を打ち破った。彼らはシッパル市近傍で隊商を襲っていた。サルゴン2世がバビロンに居を構えていた間、センナケリブがカルフで摂政を担い続け、前706年にサルゴンがアッシリアの中核地帯に帰還するとともに宮廷はドゥル・シャルキンに移転した。この都市の建設作業は未だ完了していなかったが、サルゴン2世は自身の栄誉として建設を夢見たこの首都をようやく楽しむことができた。だが、それは長くは続かなかった。
前705年、サルゴン2世は反乱を起こしたタバル地方を再びアッシリアの属州へと戻すべくタバルに戻った。成功裡に終わったバビロニアへの遠征の時のように、サルゴン2世はセンナケリブをアッシリアの中核地帯を担当させるために残し、自らは軍を率いてメソポタミアを経由してアナトリアに入った。サルゴン2世は明らかにタバルのような小国が持つ真の脅威を認識していなかった。タバルはこの頃、キンメリア人との同盟によって強化されていた。キンメリア人は後に戻って来てアッシリアにとって頭痛の種となる。サルゴン2世は自ら敵を攻撃したが、戦闘の中で命を落とし、アッシリア軍は大きな衝撃を受けた。サルゴン2世の遺体は敵の手に落ち、アッシリア兵はこれを回収することができなかった。

## 家族と子供

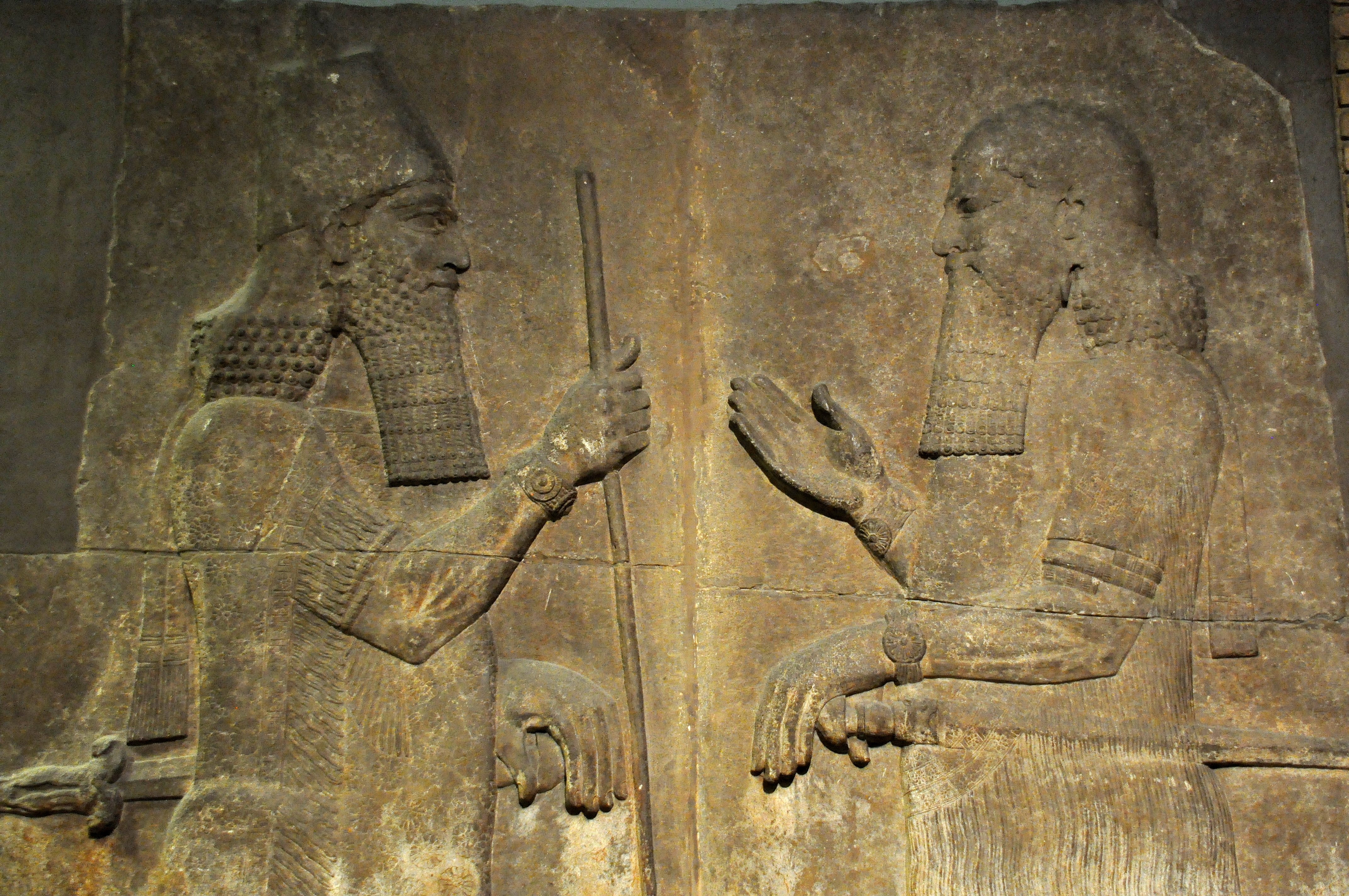
恐らく息子のセンナケリブと思われる高官と向き合うサルゴン2世（左）。大英博物館収蔵の浮彫。

サルゴン2世の父親とされるティグラト・ピレセル3世および兄とされるシャルマネセル5世との関係は完全には解明されていないが、サルゴン2世にはシン・アフ・ウツル（Sîn-ahu-usur）という弟がいたことは確かである。彼は前714年までサルゴン2世の王宮騎兵護衛隊の指揮を執り、ドゥル・シャルキンに自身の住居を置いていた。もしサルゴン2世がティグラト・ピレセル3世の息子であるならば、サルゴン2世の母親はティグラト・ピレセル3世の第1夫人イアバであったかもしれない。ティグラト・ピレセル3世が王位に就いた頃、サルゴン2世はライマ（Ra'īmâ）という名前の女性と結婚した。彼女は少なくともサルゴン2世の最初の3人の子供の母親である。彼にはまた第2夫人アタリア（Atalia）がいた。彼女の墓は1980年代にカルフで発見されている。現在知られているサルゴン2世の子供たちは以下の通りである。
- サルゴン2世とライマの間に生まれた長男と次男（名前不明）。センナケリブが生まれる前に死亡した[7]。
- センナケリブ（アッカド語：シン・アヘ・エリバ / Sîn-ahhī-erība[33]）：サルゴン2世とライマの息子であり、サルゴン2世の跡を継いでアッシリア王となる。在位：前705年-前681年[7]。
- アハト・アビシャ（アッカド語：Ahat-abiša[34]）：サルゴン2世の娘[7]。タバルの王アンバリス（Ambaris）と結婚した。前713年に行われたサルゴン2世の最初のタバルでの遠征でアンバリスが廃位された際、アハト・アビシャは恐らくアッシリアに帰国することを余儀なくされた[34]。
- 他に少なくとも2人のより若い息子（名前不明[7]）

## 人物

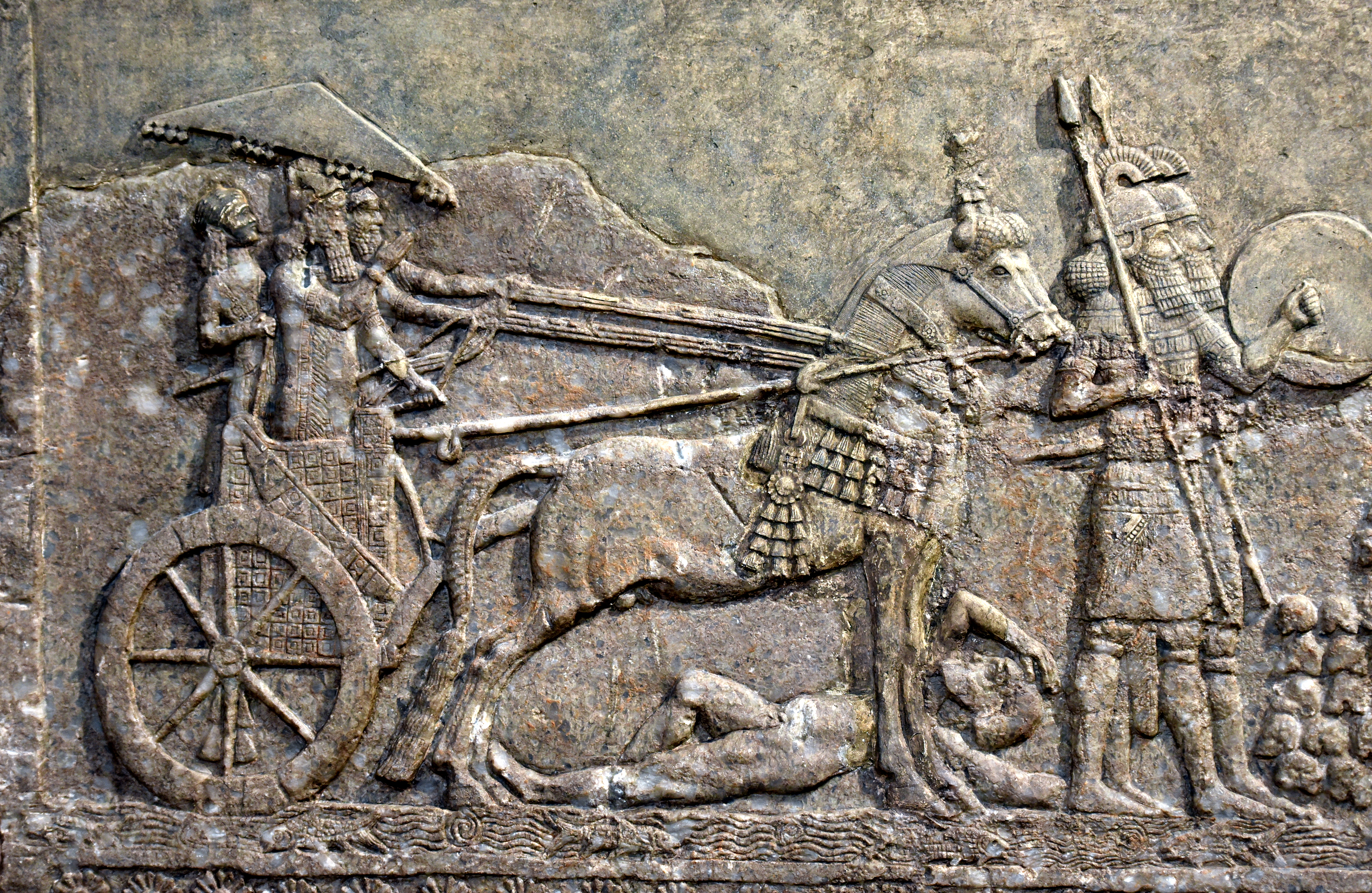
サルゴン2世が王の戦車（チャリオット）に乗り、都市を攻撃するアッシリア軍を監督している姿を描いている。ドゥル・シャルキンのサルゴン2世宮殿に描かれたアラバスター製の浅浮彫。前710年頃。イラク国立博物館収蔵。

サルゴン2世は戦士王、征服者であり、自ら軍を指揮してアッカド王サルゴンの足跡を辿り、世界全体の支配を夢見た。サルゴン2世はこの目標に到達したいという自身の願望を表現するため、世界の王や四方世界の王のような古代メソポタミアで最も栄誉ある王の称号を数多く用いた。彼の力と偉大さは「偉大な王」「強き王」などの称号で表現された。サルゴン2世は勇敢であると認められることを望み、至る所で自ら戦場に身を投じ、王碑文において自らを「勇敢な戦士」「強き英雄」と表現した。また、敬虔さ、正義、力強さ、知性、強さを自らのイメージとして描写することを望んだ。
サルゴン2世の碑文にはアッシリアの敵に対する残忍な報復行為が描写されているが、大半のアッシリア王の碑文と同じように、サディスティックな表現は含まれていない（アッシュル・ナツィルパル2世のような幾人かの王碑文は例外である）サルゴン2世の敵に対する残虐行為はアッシリア人の世界観の文脈で理解されるべきである。サルゴン2世は自らに神々によって王権が授けられており、神々が彼の政策を承認したと認識しており、それ故に彼の戦争は正義であった。アッシリアの敵は神々を尊敬しない人々と見なされ、そのために犯罪者として罰せられた。神々の加護はサルゴン2世の碑文で強調されており、（他のアッシリア王と同じように）碑文は常に神々への言及から始まる。サルゴン2世が示した慈悲（そして他のアッシリア王であればそうはしなかったかもしれない）は、アッシリアの中核地帯で治世初期に彼に反乱を起こした人々の命を奪わず、またライバルであったメロダク・バルアダン2世の命も奪わなかったことである。サルゴン2世の碑文によって描写されている最も残忍な行為は、必ずしも現実を反映しているわけではない。書記官は彼の遠征に参加していたであろうが、リアリズムと正確さは、王の栄光とアッシリアの他の敵国を威圧するためのプロパガンダに比べれば重要ではなかった。
王碑文におけるサルゴン2世の業績は恐らく誇張されているが、サルゴン2世は実際に卓越した戦略家であったと思われる。彼は行政と軍事行動に有用な広範囲の情報網を持っており、遠征においては、偵察のために良く訓練された斥候を雇い入れた。新アッシリア帝国に隣接する諸国の大半がサルゴン2世の敵であったため、災厄を避けるためには遠征の標的は賢く選択する必要があった。
アレクサンドロス3世（大王）のような歴史上の「大征服者」と異なり、サルゴン2世はカリスマ的指導者ではなかった。サルゴン2世の軍隊は敵と同じくらい彼を恐れていたように思われ、サルゴン2世は規律の維持と服従を確実なものとするため串刺しや家族の殺害などの懲罰で威嚇している。このような懲罰が実際に行われたという記録は存在しないため、これらは単なる脅しであった可能性がある。サルゴン2世の兵士たちはサルゴン2世が敵に対して行っているこれらの行動を良く知っていたため、脅威を十分に感じており、服従のための実例は必要としなかったかもしれない。アッシリア軍に奉職し続ける主たる動機は恐らく恐怖ではなく、勝利の後に頻繁に行われる戦利品の略奪であった。

## 遺産

### 考古学的発見

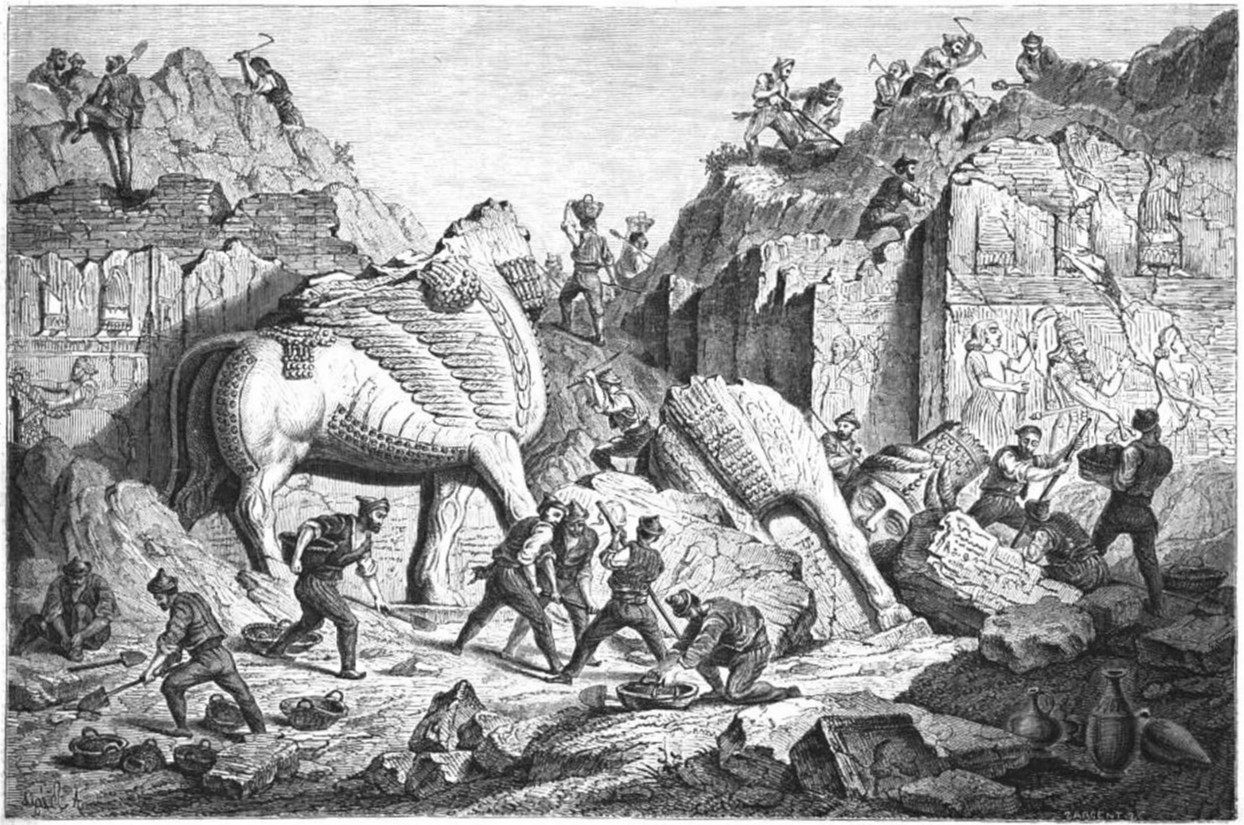
1861年にウジェーヌ・フロンドンによって描かれたサルゴン2世が築いた首都ドゥル・シャルキンの遺跡の発掘。

サルゴン2世の時代にさえ既に伝説となっていたアッカドの王サルゴンほど有名ではないが、サルゴン2世の治世の間に残された大量の史料の存在は、彼がアッカド王サルゴンよりも歴史的史料によって良く知られていることを意味している。他の全てのアッシリア王のように、サルゴン2世は自分の栄光の証言を後に残すために労を厭わなかった。前の王たちの業績を超えるべく努力を重ね、詳細な年代記と大量の王碑文を作成し、自身の征服を記念し帝国の境界を示すための石碑と記念碑を建立した。さらにサルゴン2世時代の史料には、彼の治世中の法的文書、行政記録、個人的な手紙を含む大量の粘土板文書がある。多くはサルゴン2世自身とは無関係であるが、総計で1,155-1,300通のサルゴン2世時代の手紙が発見されている。
ドゥル・シャルキンの再発見は偶然のものであった。発見者であるフランスの考古学者・領事であったポール＝エミール・ボッタは元々ドゥル・シャルキンから程近い位置にあった遺跡を発掘していたが、すぐには結果が得られず（ボッタは知らなかったが、この遺跡はより古くはるかに偉大なアッシリアの首都ニネヴェであった）、1843年に発掘場所をホルサバード村に移した。そこでボッタはサルゴン2世の古代の宮殿とその周囲の遺跡を発見し、フランスの考古学者ヴィクトル・ピュライズとともにその多くを発掘した。宮殿のほぼ全体と周囲の都市の大部分が発掘された。さらに1990年代にイラクの考古学者たちによって発掘が行われた。ドゥル・シャルキンで発掘された遺物の大半はホルサバードに残されていたが、浮彫とその他の遺物が運び出され、今日では全世界、とりわけルーブル美術館、シカゴ大学東洋学研究所、イラク国立博物館に収蔵されている。
ホルサバード遺跡は2014年から2017年にかけてのイラクの内戦の最中、2015年にISIL（イスラーム国）による略奪を受け、2016年10月、クルド人の軍事組織ペシュメルガが地ならしを行い大規模な軍事拠点を遺跡の上に築くなどしたため、大きな損傷を受けた。

### 遺産と歴史学者による評価

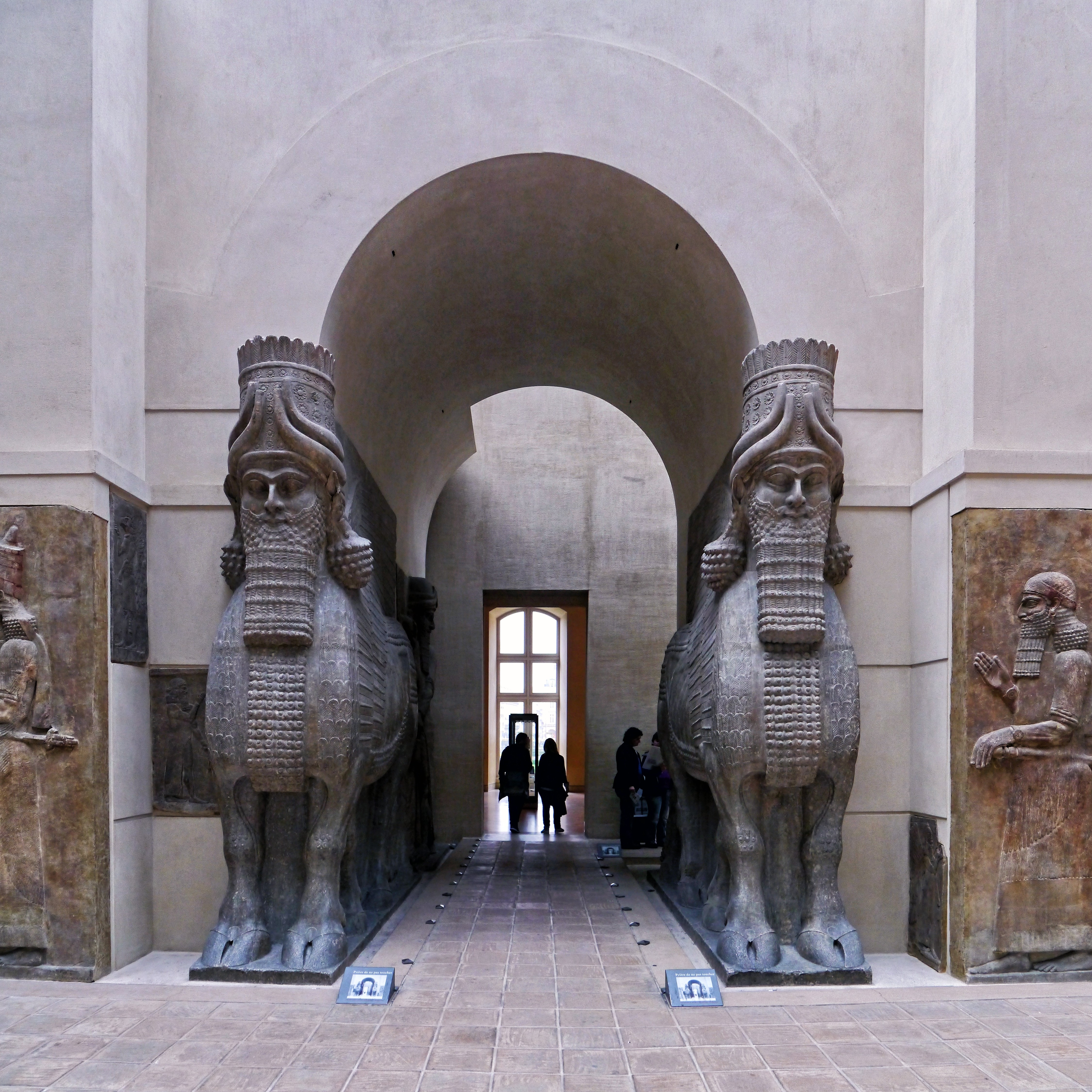
ドゥル・シャルキンのサルゴン2世宮殿で発見されたもう2つのラマス（人頭有翼雄牛像）。ルーブル美術館収蔵。

サルゴン2世が戦場で落命し遺体が失われたことは当時のアッシリア人にとって悲劇であり、災厄の前兆と受け止められていた。この不運を被ったことは、サルゴン2世が何らかの形で罪を犯し、そのために神々が戦場で彼を見放したと考えられた。同じ運命が自身に降りかかることを恐れたサルゴン2世の後継者センナケリブは、すぐにドゥル・シャルキンを放棄し、首都をニネヴェに遷した。父親の運命に対するセンナケリブの反応はサルゴン2世から距離を置くことであり、サルゴン2世は否定され、センナケリブは彼の身に起こったことを認めて対処することを拒否した。センナケリブが他の主要なプロジェクトを始める前に王として最初に取った行動の一つは、タルビス市にあった死・災害・戦争に関わる神ネルガルに捧げられた神殿を再建することであった。
センナケリブは迷信深く、占い師にサルゴン2世がどのような罪を犯したために死の運命が彼に降りかかったのかを問うことに多くの時間を費やした。前704年の小規模な遠征（センナケリブによる後の歴史的記録では言及されていない）はセンナケリブ自身ではなく彼の配下の有力者によって指揮され、サルゴン2世の報復のためにタバルに派遣された。センナケリブはアッシリア帝国からサルゴン2世のイメージを取り除くため多大な時間と努力を費やした。サルゴン2世がアッシュルの神殿に作らせた図像は中庭のレベルを上げることで見ることができなくなり、サルゴン2世の妻アタリアは死亡後、伝統的な埋葬作法と関係なく（他の女性、かつての王ティグラト・ピレセル3世の王妃と同じ棺で）大急ぎで埋葬された。そしてサルゴン2世はセンナケリブの碑文では言及されることがない。センナケリブによる父親の遺産に対する取り扱いは、サルゴン2世がかつてアッシリアの人々を統治したことを彼らが早く忘れ去るよう促したことを示唆する。センナケリブの治世の後には、後世の王たちの祖先としてサルゴン2世は時折言及されている。サルゴン2世の孫エサルハドン（アッシュル・アハ・イディナ、在位：前681年-前669年）、曾孫シャマシュ・シュム・ウキン（バビロン王、在位：前668年-前648年）、そして玄孫シン・シャル・イシュクン（在位：前627年-前612年）がサルゴン2世の名に言及している。
1840年代にドゥル・シャルキンが再発見されるまで、サルゴン2世はアッシリア学において良くわからない人物であった。当時の古代オリエント史に関わる学者たちは、古典古代の作家たちと『旧約聖書』に依存していた。センナケリブやエサルハドンのような幾人かのアッシリア王は『旧約聖書』の複数の箇所で（時にとても目立つ存在として）言及されているが、「サルゴン」は1度しか登場しない。学者たちはサルゴン2世への漠然とした言及に戸惑い、彼をもっと有名な王、即ちシャルマネセル5世、センナケリブ、そしてエサルハドンらいずれかと同一視する傾向があった。1845年、アッシリア学者イジドル・レーヴェンシュテルン（Isidor Löwenstern）が『旧約聖書』で簡単に言及されている「サルゴン」がドゥル・シャルキンの建設者であると初めて主張したが、この時点ではまだ彼は「サルゴン」がエサルハドンと同一の王であると考えていた。ドゥル・シャルキンで発見された遺物が展示され、1860年代にはここから発見された碑文が翻訳されたことで、「サルゴン」が他の王と同一人物ではないという説が実証された。ブリタニカ百科事典第9版（1886年）において、サルゴン2世のエントリーが作られ、20世紀に入る頃までには、良く知られていたセンナケリブやエサルハドンと同じ程度に受け入れられ、認識されるようになった。
現代におけるサルゴン2世のイメージは、ドゥル・シャルキンで発見された彼の王碑文と後のメソポタミアの年代記作成者の記録に由来している。今日では、サルゴン2世はサルゴン王朝の創設者であり、新アッシリア帝国の最も重要な王の一人と認識されている。サルゴン2世の死後、この王朝はアッシリアが滅亡するまでほぼ1世紀の間、アッシリアを統治した。彼の最大の建設プロジェクトであるドゥル・シャルキンの建設についての研究を通じて、彼は芸術と文化の庇護者とみなされている。また、彼はドゥル・シャルキンおよびその他の場所で数多くの記念碑と神殿を建設した人物でもあった。軍事的成功によって、偉大な軍事的指導者・戦略家としての業績が定まった。

## 称号

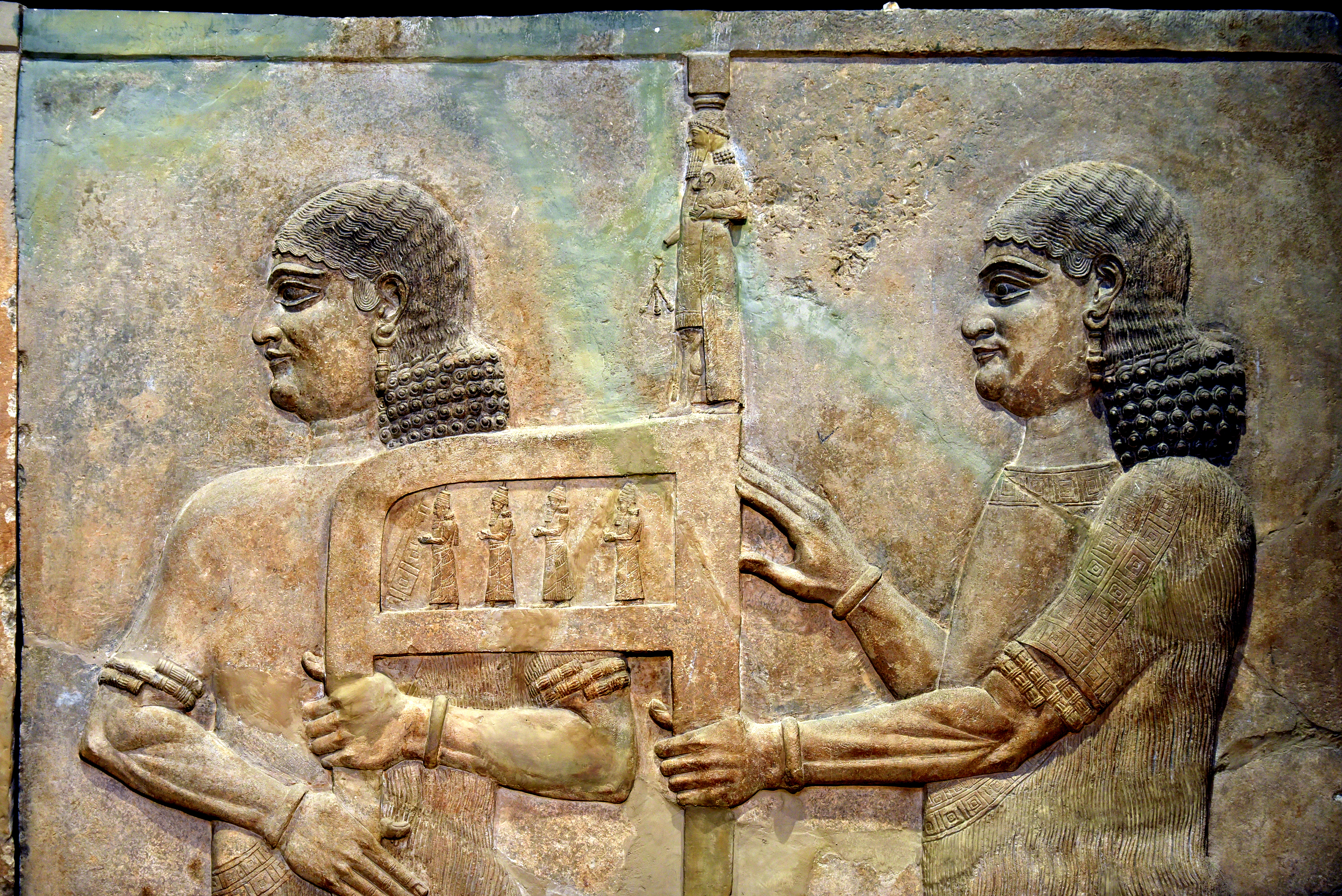
ドゥル・シャルキンのサルゴン2世宮殿で発見された浮彫。サルゴン2世の玉座を運ぶ宦官を描いている。イラク国立博物館収蔵。

キュプロス島で発見された前707年のサルゴン2世の石碑では彼に次の諸称号（titulature）が認められている。
サルゴン（シャル・キン）、大王、強き王、世界の王、アッシリアの王、バビロンの副王、シュメールとアッカドの王、四方世界の王、我が前を行く大いなる神々の寵愛を受ける者、アッシュル神、ナブー神、マルドゥク神が余に無比の王国を任せ、我が良き名を至高の名声に到達させた。
カルフにあるアッシュル・ナツィルパル2世の宮殿での修復作業（メロダク・バルアダン2世に対する勝利の前に書かれた）の説明においてサルゴン2世は次のより長い諸称号を使用している。
サルゴン（シャル・キン）、エンリル神の長官、アッシュル神の神官、アヌ神とエンリル神に選ばれたる者、強き王、世界の王、アッシリアの王、四方世界の王、大いなる神々の寵愛を受ける者、正しき支配者、アッシュル神とマルドゥク神が呼び、その名を彼らが至高の名声に到達させた。恐怖を纏い、敵を倒すべく武器を送り出す、強き英雄。統治者の地位に昇った日より、彼に等しき君侯無き、彼に並ぶ征服者無き、勇敢な戦士。日出ずる処より日沈む処まで、全ての土地を彼の支配の下に置き、エンリル神の民の支配権を担う者。ヌディンムド（エンキ）神が最大の力を与え、その手に耐えること能わぬ剣を引く戦争指導者。デール（Dêr）の近傍でエラムの王フンバニガシュ（Humbanigash）と相対し彼を打ち破った高貴なる君侯。遥か遠きユダヤの地の支配者。彼はハマトの地の民を連れ去り、彼の手はハマトの王ヤウ・ビディ（Yau-bi'di）を捕らえた。邪悪なる敵カクミ（Kakmê）の民を撃退した者。無秩序なるマンナエの諸部族に秩序をもたらした者。彼の地の心を喜ばせた者。アッシリアの国境を広げた者。勤勉なる支配者。不実なる者を捕らえる罠。その手はハッティ（Hatti）の王ピシリス（Pisiris）を捕らえ、彼の首都カルケミシュに役人を置いた。タバルの王キアッキ（Kiakki）に属するシヌフツ（Shinuhtu）の民を連れ去り、彼の首都アッシュルへと連れ去った者。彼の軛をムスキ（Muski）の地に置いた者。マンナエ人、カラル（Karallu）、パッディリ（Paddiri）を征服した者。彼の地の報復をした者。遥か日出ずる処まで遠きメディア人を倒した者。